# Mladen Kašćelan
Mladen Kašćelan (szerbül: Mлaдeн Kaшћeлaн; Kotor, 1983. február 13. –) montenegrói labdarúgó, az orosz Arszenal Tula középpályása.